# Juan Sánchez
Juan Ginés Sánchez Moreno (ur. 15 maja 1972 w mieście Aldaia) – hiszpański piłkarz grający na pozycji napastnika. W swojej karierze 1 raz wystąpił w reprezentacji Hiszpanii.

## Kariera klubowa
Karierę piłkarską Sánchez rozpoczął w klubie Valencia CF. Swoją grę w tym klubie rozpoczął od występów w rezerwach. W 1992 roku awansował do kadry pierwszego zespołu. 25 października 1992 zadebiutował w Primera División w przegranym 0:3 wyjazdowym spotkaniu z Barceloną. 5 czerwca 1993 w meczu z Espanyolem (2:0) strzelił swoje pierwsze dwa gole w lidze hiszpańskiej. Latem 1993 został wypożyczony do drugoligowej Mallorki, w której strzelił 16 goli.
W 1994 roku Sánchez nie został ponownie zawodnikiem Valencii, tylko został sprzedany do Celty Vigo. Zadebiutował w niej 9 października 1994 w przegranym 1:2 domowym meczu z Compostelą. W Celcie przez kolejne lata był podstawowym zawodnikiem i stanowił o sile ataku wraz z takimi piłkarzami jak Aleksandr Mostowoj, Chajjim Rewiwo, Jorge Cadete czy Ljubosław Penew.
Latem 1999 roku Sánchez wrócił do zespołu Valencii. W 2000 roku awansował z Valencią do finału Ligi Mistrzów, jednak nie wystąpił w nim, a Valencia uległa 0:3 Realowi Madryt. Z kolei w 2001 roku zagrał w finale Ligi Mistrzów z Bayernem Monachium, a Valencia przegrała po serii rzutów karnych. W sezonie 2001/2002 wywalczył mistrzostwo kraju, a w sezonie 2003/2004 powtórzył ten sukces. W 2004 roku zdobył też Puchar UEFA.
W 2004 roku Sánchez odszedł z Valencii i po raz drugi w karierze został piłkarzem Celty Vigo. W 2005 roku awansował z nią z Segunda do Primera División. W 2006 roku zakończył karierę.
| Sezon   | Klub          | Kraj      | Rozgrywki          | Mecze | Bramki |
| ------- | ------------- | --------- | ------------------ | ----- | ------ |
| 1991/92 | Valencia CF B | Hiszpania | Tercera División   | ?     | ?      |
| 1992/93 | Valencia CF   | Hiszpania | Primera División   | 17    | 3      |
| 1992/93 | Valencia CF B | Hiszpania | Segunda División B | ?     | ?      |
| 1993/94 | RCD Mallorca  | Hiszpania | Segunda División   | 37    | 16     |
| 1994/95 | Celta Vigo    | Hiszpania | Primera División   | 23    | 2      |
| 1995/96 | Celta Vigo    | Hiszpania | Primera División   | 37    | 10     |
| 1996/97 | Celta Vigo    | Hiszpania | Primera División   | 32    | 4      |
| 1997/98 | Celta Vigo    | Hiszpania | Primera División   | 31    | 9      |
| 1998/99 | Celta Vigo    | Hiszpania | Primera División   | 36    | 13     |
| 1999/00 | Valencia CF   | Hiszpania | Primera División   | 31    | 5      |
| 2000/01 | Valencia CF   | Hiszpania | Primera División   | 32    | 12     |
| 2001/02 | Valencia CF   | Hiszpania | Primera División   | 24    | 4      |
| 2002/03 | Valencia CF   | Hiszpania | Primera División   | 26    | 5      |
| 2003/04 | Valencia CF   | Hiszpania | Primera División   | 10    | 1      |
| 2004/05 | Celta Vigo    | Hiszpania | Segunda División   | 20    | 5      |
| 2005/06 | Celta Vigo    | Hiszpania | Primera División   | 3     | 0      |

## Kariera reprezentacyjna
Swój jedyny mecz w reprezentacji Hiszpanii Sánchez rozegrał 18 listopada 1998 roku przeciwko Włochom. W tym towarzyskim meczu rozegranym w Salerno padł remis 2:2. Sánchez grał też w reprezentacji Hiszpanii U-21.

## Sukcesy
- Puchar UEFA (1)

Valencia: 2003/2004
- Mistrzostwo Hiszpanii (2)

Valencia: 2001/2002, 2003/2004